# Шуменско (бира)
Шуменско е търговска марка българска бира, тип лагер, която се произвежда от пивоварната „Карлсберг България“АД, гр. Шумен, собственост на международната пивоварна компания „Карлсберг Груп“.

## История
Първата пивоварна на Шуменско е отворена през 1882 г. в Шумен от чеха Франтишек Милде. През 1917 г. Шуменско става първата официална бира на царския двор. През 1940-те години Шуменско създава първата българска реклама, която по това време се излъчва по кината. През 1980-те години става официална бира на „Балкантурист“. През 2002 г. Шуменско е придобито от „Карлсберг Груп“.

## Характеристика и асортимент
„Шуменско“ е най-старата и стратегическа марка в портфолиото на „Карлсберг България“ АД.
„Шуменско“ е лагер бира, основните съставки на която са ечемичен малц, вода, хмел и мая. В премийното им пиво се добавя и царевичен грис.
Търговският асортимент на „Шуменско“ включва следните търговски марки:
- „Шуменско светло“ – светла бира с екстрактно съдържание 10 P и алкохолно съдържание 4,3 % об. Състав: вода, малц, хмел, царевичен грис, бирена мая. Предлага се на пазара в стъклени бутилки от 0,5 л., като и в PET-бутилки от 2 л.
- „Шуменско Premium“ – светла бира с екстрактно съдържание 10,7 P и алкохолно съдържание 4,6 % об. Състав: вода, малц, хмел, царевичен грис, бирена мая; Предлага се на пазара в стъклени бутилки от 0,25, 0,36 и 0,5 л., като и в PET-бутилки от 1 и 2 л.
- „Шуменско тъмно пиво“ – тъмна бира с алкохолно съдържание 5,5 % об. Пивото има тъмнокехлибарен цвят, плътен вкус и алкохолно съдържание от 5,5%. Предлага се в стъклени бутилки от 0,5 литра, РЕТ – 2 литра и наливно в 30 литрови кегове.
- „Шуменско Twist“ – сезонни плодови бирени миксове в три версии – с лимон, горчив портокал и розов грейпфрут, с алкохолно съдържание 2 % об. Предлагат се в стъклени бутилки от 0,25 и 0,5 л. и РЕТ: 1 литър.

## Галерия
- Шуменско светло
- Шуменско Premium
- Шуменско тъмно пиво
- Шуменско Premium 0,360 л.
- Шуменско Twist